# Кодекс Вольфа B
Кодекс Вольфа B (лат. Codex Seidelianus II; также называемый Гарлеанским (Harleianus) и Кодексом Зейдля I (Seidelianus I). Условное обозначение: He или 013), унциальный манускрипт IX века (или X), содержащий на 194 листах (22 x 18 см). Написан в одной колонке на страницу. Рукопись получила название по имени бывшего владельца. 

## Особенности рукописи
Кодекс Вольфа B содержит тексты четырёх Евангелий с большими лакунами (Матф. 1,1-15,30; 25,33-26,3; Марк 1,32-2,4; 15,44-16,14; Лука 5,18-32; 6,8-22; 10,2-19; Иоанн 9,30-10,25; 18,2-18; 20,12-25). На полях рукописи приведено разбиение Аммония, но каноны Евсевия отсутствуют. 
Кодекс привез с Востока Андреас Зейдель (Andreas Seidel) в XVII веке. Позднее его приобрел Дж. Вольф. От 1838 г. рукопись хранится в библиотеке Гамбургского университета (Cod. 91), но одна его карта находится в Кембридже. 
Рукопись отражает византийский тип текста. Текст рукописи отнесен к V категории Аланда.